# Serie animate televisive del 2012
Questa è la lista delle serie animate televisive trasmesse sulle reti televisive di tutto il mondo nel o dal 2012. Questa lista include anche le serie di cortometraggi come The Bugs Bunny Show.
| Titolo                                          | Episodi | Paese di origine                                  | Anno          | Canale 1ª app.        | Note              |
| ----------------------------------------------- | ------- | ------------------------------------------------- | ------------- | --------------------- | ----------------- |
| SheZow                                          | 26      | Australia (bandiera) · Canada (bandiera)          | 2012-2013     |                       |                   |
| Daniel Tiger                                    | 123     | Canada (bandiera) · Stati Uniti (bandiera)        | 2012-in corso |                       |                   |
| Littlest Pet Shop                               | 108     | Canada (bandiera) · Stati Uniti (bandiera)        | 2012-2019     |                       |                   |
| SlugTerra - Lumache esplosive                   | 48      | Canada (bandiera) · Stati Uniti (bandiera)        | 2012-in corso | Disney XD, K2         |                   |
| Zou                                             | 36      | Francia (bandiera)                                | 2012-2013     |                       |                   |
| Tickety Toc                                     | 52      | Corea del Sud (bandiera) · Regno Unito (bandiera) | 2012-in corso |                       |                   |
| Full English                                    | 6       | Regno Unito (bandiera)                            | 2012          |                       |                   |
| Peter coniglio                                  | 52      | Regno Unito (bandiera) · Stati Uniti (bandiera)   | 2012-2015     |                       |                   |
| Tree Fu Tom                                     | 52      | Regno Unito (bandiera)                            | 2012          |                       |                   |
| Accel World                                     | 24      | Giappone (bandiera)                               | 2012          |                       |                   |
| Acchi Kocchi                                    | 12      | Giappone (bandiera)                               | 2012          |                       | Inedito in Italia |
| Hagure yūsha no estetica                        | 12      | Giappone (bandiera)                               | 2012          |                       | Inedito in Italia |
| Aikatsu!                                        | 178     | Giappone (bandiera)                               | 2012-2016     |                       | Inedito in Italia |
| AKB0048                                         | 13      | Giappone (bandiera)                               | 2012          |                       | Inedito in Italia |
| Amagami SS + Plus                               | 12      | Giappone (bandiera)                               | 2012          | TBS                   | Inedito in Italia |
| Another                                         | 12      | Giappone (bandiera)                               | 2012          | Fuji TV               | Inedito in Italia |
| Ano natsu de matteru                            | 12      | Giappone (bandiera)                               | 2012          |                       | Inedito in Italia |
| Aoi sekai no chūshin de                         | 3       | Giappone (bandiera)                               | 2012-2013     |                       | Inedito in Italia |
| Aquarion Evol                                   | 26      | Giappone (bandiera)                               | 2012          |                       | Inedito in Italia |
| Battle Spirits - Sword Eyes                     | 50      | Giappone (bandiera)                               | 2012-2013     |                       |                   |
| BeyWheelz                                       | 13      | Giappone (bandiera)                               | 2012          |                       |                   |
| Binbogami                                       | 13      | Giappone (bandiera)                               | 2012          |                       | Inedito in Italia |
| Black Rock Shooter                              | 8       | Giappone (bandiera)                               | 2012          | Fuji TV               |                   |
| Blast of Tempest                                | 24      | Giappone (bandiera)                               | 2012-2013     |                       | Inedito in Italia |
| Brave10                                         | 12      | Giappone (bandiera)                               | 2012          | TV Kanagawa; Tokyo MX | Inedito in Italia |
| Btooom!                                         | 12      | Giappone (bandiera)                               | 2012          |                       | Inedito in Italia |
| Busō Shinki                                     | 13      | Giappone (bandiera)                               | 2012          |                       | Inedito in Italia |
| Campione!                                       | 13      | Giappone (bandiera)                               | 2012          |                       | Inedito in Italia |
| Chitose Get You!!                               | 26      | Giappone (bandiera)                               | 2012          |                       | Inedito in Italia |
| Chō Soku Henkei Gyrozetter                      | 4       | Giappone (bandiera)                               | 2012          |                       | Inedito in Italia |
| Chōyaku hyakunin isshu: Uta koi                 | 13      | Giappone (bandiera)                               | 2012          |                       | Inedito in Italia |
| Chūnibyō demo koi ga shitai!                    | 12      | Giappone (bandiera)                               | 2012          |                       | Inedito in Italia |
| Code: Breaker                                   | 13      | Giappone (bandiera)                               | 2012          |                       | Inedito in Italia |
| Danshi kōkōsei no nichijō                       | 12      | Giappone (bandiera)                               | 2012          |                       | Inedito in Italia |
| Dakara boku wa, H ga dekinai.                   | 12      | Giappone (bandiera)                               | 2012          |                       | Inedito in Italia |
| Danball senki W                                 | 58      | Giappone (bandiera)                               | 2012-2013     |                       |                   |
| Dusk Maiden of Amnesia                          | 12      | Giappone (bandiera)                               | 2012          |                       | Inedito in Italia |
| Dottoressa Peluche                              |         |                                                   | 2012          |                       |                   |
| Ebiten: Kōritsu Ebisugawa kōkō tenmonbu         | 10      | Giappone (bandiera)                               | 2012          |                       | Inedito in Italia |
| Eureka Seven AO                                 | 24      | Giappone (bandiera)                               | 2012          |                       | Inedito in Italia |
| Furusato saisei: Nippon no mukashibanashi       |         | Giappone (bandiera)                               | 2012          |                       | Inedito in Italia |
| Shinsekai yori                                  | 25      | Giappone (bandiera)                               | 2012-2013     |                       | Inedito in Italia |
| Victory Kickoff!! - Sfide per la vittoria       | 39      | Giappone (bandiera)                               | 2012-2013     |                       |                   |
| Haitai Nanafa                                   | 26      | Giappone (bandiera)                               | 2012-2013     |                       | Inedito in Italia |
| High School DxD                                 | 12      | Giappone (bandiera)                               | 2012          | AT-X                  | Inedito in Italia |
| Hyōka                                           | 22      | Giappone (bandiera)                               | 2012          |                       | Inedito in Italia |
| Inazuma Eleven GO Chrono Stones                 | 51      | Giappone (bandiera)                               | 2012-2013     |                       |                   |
| Ixion Saga DT                                   | 25      | Giappone (bandiera)                               | 2012-2013     |                       | Inedito in Italia |
| Jinrui wa suitai shimashita                     | 12      | Giappone (bandiera)                               | 2012          |                       | Inedito in Italia |
| Le bizzarre avventure di JoJo                   | 26      | Giappone (bandiera)                               | 2012-2013     |                       | In Italia in DVD  |
| Jormungand                                      | 12      | Giappone (bandiera)                               | 2012          |                       | Inedito in Italia |
| Joshiraku                                       | 13      | Giappone (bandiera)                               | 2012          |                       | Inedito in Italia |
| K                                               | 13      | Giappone (bandiera)                               | 2012          |                       | Inedito in Italia |
| Kamisama Kiss                                   | 25      | Giappone (bandiera)                               | 2012          |                       | Inedito in Italia |
| Jammin' Apollon                                 | 12      | Giappone (bandiera)                               | 2012          |                       | Inedito in Italia |
| Kill Me Baby                                    | 13      | Giappone (bandiera)                               | 2012          |                       | Inedito in Italia |
| Kingdom                                         | 38      | Giappone (bandiera)                               | 2012-2013     |                       | Inedito in Italia |
| Koi to senkyo to chocolate                      | 12      | Giappone (bandiera)                               | 2012          |                       | Inedito in Italia |
| Kokoro Connect                                  | 17      | Giappone (bandiera)                               | 2012          |                       | Inedito in Italia |
| Kono naka ni hitori, imōto ga iru!              | 12      | Giappone (bandiera)                               | 2012          |                       | Inedito in Italia |
| Kuroko's Basket                                 | 25      | Giappone (bandiera)                               | 2012          |                       | Inedito in Italia |
| Kuromajo-san ga toru!!                          | 60      | Giappone (bandiera)                               | 2012-2014     |                       | Inedito in Italia |
| La storia della Arcana Famiglia                 | 12      | Giappone (bandiera)                               | 2012          |                       | Inedito in Italia |
| Little Busters!                                 | 26      | Giappone (bandiera)                               | 2012          |                       | Inedito in Italia |
| Lupin the Third - La donna chiamata Fujiko Mine | 13      | Giappone (bandiera)                               | 2012          | Italia 2              |                   |
| Litchi De Hikari Club                           | 8       | Giappone (bandiera)                               | 2012          |                       | Inedito in Italia |
| Medaka Box                                      | 12      | Giappone (bandiera)                               | 2012          |                       | Inedito in Italia |
| Monsuno                                         | 26      | Giappone (bandiera)                               | 2012          | Nickelodeon           |                   |
| Nisemonogatari                                  | 11      | Giappone (bandiera)                               | 2012          | Tokyo MX              | Inedito in Italia |
| Muv-Luv Alternative: Total Eclipse              | 24      | Giappone (bandiera)                               | 2012          |                       | Inedito in Italia |
| My Little Monster                               | 13      | Giappone (bandiera)                               | 2012          |                       | Inedito in Italia |
| Nazo no kanojo X                                | 31      | Giappone (bandiera)                               | 2012          |                       | Inedito in Italia |
| Natsuiro kiseki                                 | 11      | Giappone (bandiera)                               | 2012          |                       | Inedito in Italia |
| Natsuyuki Rendezvous                            | 11      | Giappone (bandiera)                               | 2012          |                       | Inedito in Italia |
| Oda Nobuna no yabō                              | 12      | Giappone (bandiera)                               | 2012          |                       | Inedito in Italia |
| Oniichan dakedo ai sae areba kankeinai yo ne!   | 12      | Giappone (bandiera)                               | 2012          |                       | Inedito in Italia |
| Ozma                                            | 6       | Giappone (bandiera)                               | 2012          |                       | Inedito in Italia |
| Psycho-Pass                                     | 22      | Giappone (bandiera)                               | 2012-2013     | Rai 4                 |                   |
| Queen's Blade Rebellion                         | 12      | Giappone (bandiera)                               | 2012          |                       | Inedito in Italia |
| Robotics;Notes                                  | 22      | Giappone (bandiera)                               | 2012-2013     |                       | Inedito in Italia |
| Saint Seiya Ω                                   | 97      | Giappone (bandiera)                               | 2012-2014     |                       | Inedito in Italia |
| Sakura-sō no pet na kanojo                      | 24      | Giappone (bandiera)                               | 2012-2013     |                       | Inedito in Italia |
| Sankarea                                        | 21      | Giappone (bandiera)                               | 2012          |                       | Inedito in Italia |
| Say "I love you"                                | 13      | Giappone (bandiera)                               | 2012          |                       | Inedito in Italia |
| Sengoku Collection                              | 26      | Giappone (bandiera)                               | 2012          |                       | Inedito in Italia |
| Shiba Inuko-san                                 | 15      | Giappone (bandiera)                               | 2012          |                       | Inedito in Italia |
| Shining Hearts: Shiawase no Pan                 | 12      | Giappone (bandiera)                               | 2012          |                       | Inedito in Italia |
| Shirokuma Café                                  | 50      | Giappone (bandiera)                               | 2012-2013     |                       | Inedito in Italia |
| Glitter Force                                   | 48      | Giappone (bandiera)                               | 2012-2013     | Netflix               |                   |
| Uchū senkan Yamato 2199                         | 26      | Giappone (bandiera)                               | 2012          |                       | Inedito in Italia |
| Symphogear                                      | 13      | Giappone (bandiera)                               | 2012          | Tokyo MX              | Inedito in Italia |
| Recorder to Randsell                            | 13      | Giappone (bandiera)                               | 2012          | TV Saitama            | Inedito in Italia |
| Rinne no Lagrange                               | 12      | Giappone (bandiera)                               | 2012-2014     |                       | Inedito in Italia |
| Papa no iukoto o kikinasai!                     | 13      | Giappone (bandiera)                               | 2012          |                       | Inedito in Italia |
| Sword Art Online                                | 25      | Giappone (bandiera)                               | 2012          | Rai 4                 |                   |
| Tanken Driland                                  | 37      | Giappone (bandiera)                               | 2012-2013     |                       | Inedito in Italia |
| Tantei Opera Milky Holmes: Atto 2               | 12      | Giappone (bandiera)                               | 2012          |                       | Inedito in Italia |
| Tari Tari                                       | 13      | Giappone (bandiera)                               | 2012          |                       | Inedito in Italia |
| Teekyu                                          | 72      | Giappone (bandiera)                               | 2012-in corso |                       | Inedito in Italia |
| Thermae Romae                                   | 6       | Giappone (bandiera)                               | 2012          |                       | Inedito in Italia |
| Tsuritama                                       | 12      | Giappone (bandiera)                               | 2012          |                       | Inedito in Italia |
| Uchu kyodai - Fratelli nello spazio             | 99      | Giappone (bandiera)                               | 2012-2014     |                       | Inedito in Italia |
| Yu-Gi-Oh! Zexal II                              | 73      | Giappone (bandiera)                               | 2012-2014     | K2                    |                   |
| Yurumates                                       | 12      | Giappone (bandiera)                               | 2012          |                       | Inedito in Italia |
| Zetman                                          | 13      | Giappone (bandiera)                               | 2012          |                       | Inedito in Italia |
| Brickleberry                                    | 36      | Stati Uniti (bandiera)                            | 2012-2015     | Fox Animation         |                   |
| Gravity Falls                                   | 40      | Stati Uniti (bandiera)                            | 2012-2016     | Disney Channel        |                   |
| Dragons                                         | 66      | Stati Uniti (bandiera)                            | 2012-in corso | Cartoon Network       |                   |
| La leggenda di Korra                            | 52      | Stati Uniti (bandiera)                            | 2012-in corso | Nickelodeon           |                   |
| Randy - Un Ninja in classe                      | 99      | Stati Uniti (bandiera)                            | 2012-in corso | Disney XD             |                   |
| Sofia la principessa                            | 46      | Stati Uniti (bandiera)                            | 2012-in corso | Disney Junior         |                   |
| Teenage Mutant Ninja Turtles - Tartarughe Ninja | 78      | Stati Uniti (bandiera)                            | 2012-2020     | Nickelodeon           |                   |
| Transformers: Rescue Bots                       | 52      | Stati Uniti (bandiera)                            | 2012-2018     |                       |                   |
| Tron: Uprising                                  | 19      | Stati Uniti (bandiera)                            | 2012-2013     | Disney XD             |                   |
| Ultimate Spider-Man                             | 52      | Stati Uniti (bandiera)                            | 2012-2019     | Disney XD             |                   |
| Ben 10: Omniverse                               | 80      | Stati Uniti (bandiera)                            | 2012-2014     | Cartoon Network       |                   |
| Dinofroz                                        | 26      | Italia (bandiera)                                 | 2012          | K2                    |                   |